# Lasioglossum permetallicum
Lasioglossum permetallicum là một loài Hymenoptera trong họ Halictidae. Loài này được Michener mô tả khoa học năm 1965.